# Piechowice
Piechowice este un oraș în Polonia.